# Telemark-Weltcup in Hintertux
Der Telemark-Weltcup in Hintertux gehört seit der Saison 2013/14 zum Telemark-Weltcup. Er wird vom Internationalen Ski-Verband (FIS) und der Zillertaler Gletscherbahn GmbH & CO KG sowie dem Tourismusverband Tux-Finkenberg veranstaltet. Die Rennen werden auf dem Teilstück der Piste Nr. 3 ausgetragen, vom Verein WSV Hippach durchgeführt.

## Geschichte
Die Idee, einen Weltcup in Hintertux zu veranstalteten, kam von mehreren Seiten und bedurfte vieler Voraussetzungen. In der Saison 2013/14 wurde der erste Weltcup in Hintertux ausgetragen. Aus Witterungsgründen änderte man das Programm, so wurde am 30. November 2013 nicht der Parallelsprint, sondern der Classic-Sprint veranstaltet, und dafür wurde der Parallelsprint wurde einen Tag später ausgetragen. Beim Weltcup 2015/16 wurde am Sonntag, den 29. November 2015 wegen schlechter Wettervorhersagen statt ein Parallelsprint ein Classic-Sprint ausgetragen.

## Ergebnisse

### Damen
| Auflage | Saison  | Disziplin      | Sieger         | Zweiter               | Dritter              |
| ------- | ------- | -------------- | -------------- | --------------------- | -------------------- |
| 01      | 2013/14 | Classic-Sprint | Amélie Reymond | Laura Grenier-Soliget | Simone Oehrli        |
| 01      | 2013/14 | Classic-Sprint | Amélie Reymond | Simone Oehrli         | Argeline Tan-Bouquet |
| 01      | 2013/14 | Parallelsprint | Amélie Reymond | Jasmin Taylor         | Mathilde Ilebrekke   |
| 02      | 2014/15 | Classic-Sprint | Amélie Reymond | Argeline Tan-Bouquet  | Thea Smedheim Lunde  |
| 02      | 2014/15 | Classic-Sprint | Amélie Reymond | Johanna Holzmann      | Simone Oehrli        |
| 02      | 2014/15 | Parallelsprint | Amélie Reymond | Johanna Holzmann      | Ida Gresaker         |
| 03      | 2015/16 | Classic-Sprint | Amélie Reymond | Mathilde Ilebrekke    | Johanna Holzmann     |
| 03      | 2015/16 | Parallelsprint | Amélie Reymond | Johanna Holzmann      | Simone Oehrli        |
| 03      | 2015/16 | Classic-Sprint | Amélie Reymond | Mathilde Ilebrekke    | Simone Oehrli        |
| 04      | 2016/17 | Classic-Sprint | Amélie Reymond | Mathilde Ilebrekke    | Beatrice Zimmermann  |
| 04      | 2016/17 | Classic-Sprint | Amélie Reymond | Mathilde Ilebrekke    | Thea Smedheim Lunde  |
| 04      | 2016/17 | Parallelsprint | Amélie Reymond | Thea Smedheim Lunde   | Mathilde Ilebrekke   |

### Männer
| Auflage | Saison  | Disziplin      | Sieger         | Zweiter            | Dritter             |
| ------- | ------- | -------------- | -------------- | ------------------ | ------------------- |
| 01      | 2013/14 | Classic-Sprint | Nicolas Michel | Tobias Müller      | Philippe Lau        |
| 01      | 2013/14 | Classic-Sprint | Tobias Müller  | Bastien Dayer      | Nicolas Michel      |
| 01      | 2013/14 | Parallelsprint | Tobias Müller  | Nicolas Michel     | Bastien Dayer       |
| 02      | 2014/15 | Classic-Sprint | Philippe Lau   | Trym Nygaard Løken | Sondre Kristenstuen |
| 02      | 2014/15 | Classic-Sprint | Tobias Müller  | Philippe Lau       | Trym Nygaard Løken  |
| 02      | 2014/15 | Parallelsprint | Tobias Müller  | Nicolas Michel     | Philippe Lau        |
| 03      | 2015/16 | Classic-Sprint | Philippe Lau   | Tobias Müller      | Nicolas Michel      |
| 03      | 2015/16 | Parallelsprint | Charlie Fradet | Bastien Dayer      | Stefan Matter       |
| 03      | 2015/16 | Classic-Sprint | Philippe Lau   | Bastien Dayer      | Tobias Müller       |
| 04      | 2016/17 | Classic-Sprint | Philippe Lau   | Tobias Müller      | Jonas Schmid        |
| 04      | 2016/17 | Classic-Sprint | Tobias Müller  | Jonas Schmid       | Stefan Matter       |
| 04      | 2016/17 | Parallelsprint | Tobias Müller  | Jonas Schmid       | Bastien Dayer       |